# Schlacht von Worcester
Newburn – Marston Moor – Tippermuir – Aberdeen (1644) – Inverlochy (1645) – Lagganmore – Auldearn – Carlisle (1645) – Alford – Kilsyth – Philiphaugh – Aberdeen (1646) – Rhunahaorine Moss – Dunaverty – Mauchline Muir – Preston (1648) – Whiggamore Raid – Stirling (1648) – Inverness (1649) – Inverness (1650) – Carbisdale – Dunbar (1650) – Inverkeithing – Worcester – Tullich
Die Schlacht von Worcester ereignete sich am 3. September 1651 in Worcester, England, und war die letzte Schlacht im Englischen Bürgerkrieg.
Die nur etwa 16.000 Mann starken, überwiegend aus Schotten bestehenden, königstreuen (royalistischen) Streitkräfte von König Karl II. (England) wurden von den rund 28.000 Soldaten der neu gebildeten Armee („New Model Army“) des englischen Parlaments und seines Abgeordneten und Feldherrn Oliver Cromwell vernichtend geschlagen.

## Invasion von England
Der König versuchte, von den Schotten unterstützt, den Thron wiederzugewinnen, den er verloren hatte, als sein Vater Karl I. 1649 hingerichtet wurde. Der Befehlshaber der Schotten, Sir David Leslie, favorisierte den Plan, in Schottland zu kämpfen, wo die Unterstützung für die Royalisten am stärksten war. Karl II. jedoch bestand darauf, den Krieg in England zu führen. Er rechnete damit, dass der Feldzug von Cromwell nördlich des River Forth es den wesentlichen Teilen der royalistischen Armee, die südlich davon lagen, ermöglichen würde, in einem Wettlauf London zuerst zu erreichen. Er hoffte nicht nur, dass sich die alten, ihm treu ergebenen Royalisten auf diesem Marsch anschließen würden, sondern auch die zahlenmäßig überlegenen englischen Presbyterianer. Er ging davon aus, dass seine Allianz mit den schottischen Presbyterianern, den so genannten Covenanters, und die Unterzeichnung der Solemn-League-and-Covenant-Erklärung die englischen Presbyterianer ermutigen würde, ihn im Kampf gegen die englischen Unabhängigen zu unterstützen, die in den vorausgegangenen Jahren an Macht gewonnen hatten. Die royalistische Armee war gut aufgestellt und organisiert. Es wurden keine Übergriffe und Exzesse erlaubt und innerhalb einer Woche legten die Royalisten im Gegensatz zu dem fehlgeschlagenen Feldzug von 1648 241 km zurück. Am 8. August machte die Armee eine wohlverdiente Pause zwischen Penrith und Kendal.

Die Royalisten nahmen jedoch fälschlicherweise an, dass der Feind von ihrer neuen Feldbewegung überrascht sein würde. Cromwell und der Staatsrat durchschauten jedoch den Plan. Letzterer berief große Teile der Miliz ein. Generallieutenant Charles Fleetwood zog die Midland-Truppenkontingente bei Banbury zusammen. Die kampferprobte Miliz aus London war mindestens 14.000 Mann stark. Jeder vermutete Royalist wurde streng bewacht und die Waffenmagazine in den Landhäusern des Landadels wurden zu befestigten Plätzen ausgebaut. Cromwell hatte für seinen Teil Vorbereitungen getroffen. Perth fiel am 2. August in seine Hände und er führte seine Armee am 5. August nach Leith zurück. Er schickte Generallieutenant John Lambert mit einer Kavallerietruppe los, um die eindringenden Royalisten in Gefechte zu verwickeln. Generalmajor Thomas Harrison stand schon in Newcastle bereit und bekam die bestausgerüsteten Landtruppen zu seinen regulären Streitkräften dazugestellt. Am 9. August erreichte Karl II. Kendal. Lambert war ihm dicht auf den Fersen, und Harrison marschierte eilig nach Merseyside, um ihm den Weg zu versperren. Thomas Fairfax wurde aus seiner Pensionierung reaktiviert, um die in Yorkshire ausgehobenen Truppen anzuführen und die besten von ihnen, wie die Milizen aus Lancashire, Cheshire und Staffordshire, marschierten auf Warrington, das Harrison am 15. August noch wenige Stunden vor den Vortruppen Karls II. erreichte. Lambert schwenkte in die linke Flanke des Feindes und schloss sich Harrison an. Die englischen Truppen zogen sich am 16. August langsam entlang der Londoner Straße zurück, ohne sich in Kämpfe zu verwickeln.

## Der Worcester-Feldzug

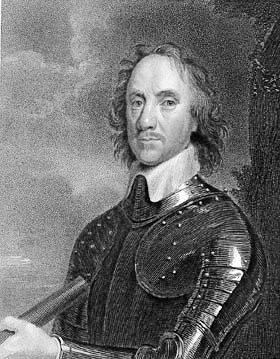
Oliver Cromwell

Inzwischen verließ Cromwell mit den Regimentern George Monck, um den Krieg nach Schottland zu tragen, erreichte den Fluss Tyne in sieben Tagen und marschierte dann unter extremer Hitze 32 Kilometer pro Tag, wobei die hiesige Landbevölkerung ihre Waffen und Ausrüstung tragen musste. Er erreichte Ferrybridge am 19. August, demselben Tag, an dem Lambert, Harrison und die nordwestliche Miliz über Congleton waren. Es scheint wahrscheinlich, dass die große Schlacht zwischen Lichfield und Coventry oder unmittelbar nach dem 25. August stattgefunden und dass Cromwell, Harrison, Lambert und Fleetwood daran teilgenommen hätte, wenn nicht Ort und Zeit durch die feindlichen Bewegungen geändert worden wäre. Kurz nachdem ihn Warrington verlassen hatte, beschloss der junge König den direkten Marsch auf London aufzugeben und sich zum Severntal aufzumachen, wo sein Vater die meisten und beständigsten Anhänger im ersten Krieg gefunden hatte und welche das Zentrum der englischen Royalistenbewegung von 1648 waren. Sir Edward Massey, ehemaliger parlamentarischer Gouverneur von Gloucester, war nun auf der Seite Karl II. und es wurde erwartet, dass er seine ihm untergebenen Presbyterianer zu den Waffen rufen ließ. Die militärischen Befestigungen der walisischen Grenze wurde von Royalisten ebenso sehr überprüft wie die Ausrüstung der Presbyterianer in Gloucestershire und so wie sein Vater auf Oxford vertraute, verließ sich Karl II. auf Gloucester und Worcester und hoffte, nicht ganz unrealistisch, mit der Minderheit der Independents wirkungsvoller handelseinig zu werden als dies Karl I. mit einer Parlamentsmehrheit im Rücken mit der Bevölkerung von England tat. Aber selbst reiner Royalismus, der in der Invasionsarmee vorherrschte, konnte nicht die Tatsache verbergen, dass es eine schottische Armee und keine Splittergruppe der Independents war, gegen das ganz England die Waffen erhob.

Karl erreichte Worcester am 22. August und verbrachte fünf Tage damit, seine Truppen sich erholen zu lassen, sich auf die anstehenden Kämpfe vorzubereiten und einige Rekruten aufzusammeln und zu bewaffnen. Es ist unnötig anzuführen, dass die Unterbrechung fatal war; es war eine reine Notwendigkeit, die sich aus den Umständen ergab und akzeptiert wurde, als der Marsch nach Worcester beschlossen war. Bei einem Marsch auf London über Lichfield hätte die Schlacht nur drei Tage früher stattgefunden, hätte aber einen ähnlichen Verlauf genommen. Cromwell, der Lordgeneral, hatte auf seinem Marsch südwärts erfolgreich zwei Kolonnen unter Colonel Robert Lilburne vorausgeschickt, um mit den Royalisten in Lancashire unter James Stanley, dem 7. Earl of Derby, zu verhandeln. Lilburne gelang es, das Kommando über die Truppen von Lancashire zu übernehmen, die auf dem Wege waren, sich mit der Hauptarmee der Royalisten in der Schlacht von Wigan Lane am 25. August zu verbünden. Als der gelungene Coup herauskam, verlagerte Cromwell seine Truppenkonzentrationen zwei Tagesmärsche weiter südwestlich nach Evesham. Früh am Morgen des 28. August, überraschte Lambert bei Upton die Royalisten beim Severn-Fluss, zehn Kilometer unterhalb von Worcester, und in der nachfolgenden Aktion wurde Massey ernsthaft verletzt. Fleetwood folgte ebenfalls Lambert nach. Der Feind hatte nun nur eine 16.000 Mann starke und durch Apathie entmutigte Armee. Cromwell hatte das erste und letzte Mal in seiner militärischen Laufbahn eine numerische 2:1-Überlegenheit. Am 30. August verzögerte Cromwell den Beginn der Schlacht, wollte er doch die Fertigstellung zweier Pontonbrücken über den Fluss Severn und über den Fluss Teme nahe ihrem Zusammenfließen abwarten. Die Verzögerung erlaubte es Cromwell, seinen Angriff auf den 3. September zu verlegen, auf den Tag genau ein Jahr nach seinem Sieg in der Schlacht von Dunbar.

## Die Schlacht
Cromwell ergriff seine Maßnahmen wohlüberlegt. Lilburne von Lancashire und Major Mercer mit den Pferden von Worcestershire sicherten die Brücke bei Bewdley und der Rückzugslinie des Feindes. Fleetwood sollte sich seinen Weg über den Teme-Fluss erkämpfen und St. John angreifen  – ein westlicher Vorort von Worcester. Während Lambert die östliche Flanke der Armee anführte, die sich den östlichen Stadtmauern von Worcester nähern und sie umschließen sollte, würde Cromwell den Angriff bei den südlichen Schutzwällen der Stadt leiten.
Der Angriff wurde auf den Morgen des 3. September angesetzt und die Initiative sollte gleich zu Anfang bei den Parlamentariern liegen. Fleetwood erzwang sich einen Übergang über die Teme mittels Pontonbrücken und unter ständigen Attacken der Royalisten unter der Führung von General Montgomery. Colonel Richard Dean versuchte am Anfang, die Powick-Brücke zu überqueren, wo Prinz Ruprecht von der Pfalz 1642 seinen ersten Sieg in der Schlacht um die Powick-Brücke gewonnen hatte, scheiterte jedoch am hartnäckigen Widerstand der Royalisten, von denen viele hartgesottene schottische Highlanders waren, die von Colonel Keith angeführt wurden. Durch Waffengewalt und zahlenmäßige Überlegenheit wurde die royalistische Armee von der New Model Army unter Cromwell auf das östliche Ufer der Severn zurückgedrängt. Fleetwood im Westen eilte in einem Halbkreis bis zu sechs Kilometer in Richtung Worcester.

Die Royalisten verteidigten jede Hecke auf der Powickwiese, und dieser hartnäckige Widerstand am westlichen Ufer der Servern und nördlich der Teme wurde zu einem ernsten Problem für die parlamentarischen Streitkräfte, so dass Cromwell Verstärkung von der östlichen Seite der Stadt über die Severn-Pontonbrücken schickte, um Fleetwood zu helfen. Karl II. nahm von seinem Aussichtspunkt auf dem Turm der Kathedrale von Worcester eine Gelegenheit wahr, um nun die entblößte und geschwächte östliche Flanke der parlamentarischen Armee anzugreifen. Als die Verteidiger auf der Westseite der Stadt geordnet in die Stadt zurückwichen (obwohl während dieses Manövers Keith gefangen genommen wurde und Montgomery schlimm verwundet war), ordnete Karl II. zwei Ausfälle an, um die parlamentarischen Streitkräfte im Osten der Stadt anzugreifen. Der nordöstliche Ausfall durch das St. Martin-Tor wurde von William Hamilton, 2. Duke of Hamilton angeführt und griff die parlamentarischen Linien bei Perry Wood an. Der südöstliche Ausfall durch das Sidbury-Tor wurde von Karl II. persönlich geleitet und griff Red Hill an. Die royalistische Kavallerie unter dem Befehl von David Leslie, die auf der Pitchcroft-Wiese auf der Nordseite der Stadt versammelt war, erhielt nicht den Befehl, die Ausfälle zu unterstützen und Leslie wählte auch nicht diese Möglichkeit, als es seiner Initiative überlassen blieb. Cromwell sah die Schwierigkeit, dass seine Ostflanke unterging, eilte mit drei Brigaden über Severn-Pontonbrücken zurück, um die Flanke zu verstärken.

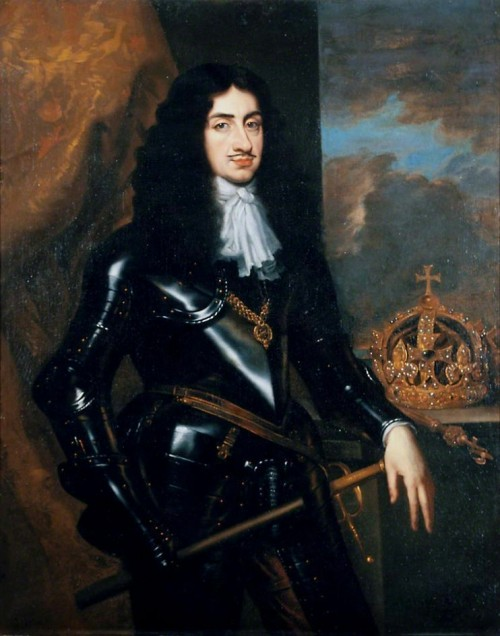
Karl II. von England
Gemälde von Peter Lely

Obwohl sie zurückgedrängt wurden, waren die Parlamentarier unter Lambert zu zahlreich und zu erfahren, um durch ein solches Manöver besiegt zu werden, und nach einer Stunde, in der sich die Parlamentarier anfänglich unter dem Druck des unerwarteten Angriffs zurückzogen, fingen sie mit eingetroffener Verstärkung Cromwells an nunmehr die Royalisten in die Stadt zurückzudrängen. Der Rückzug der Royalisten wandelte sich bald in ein buntgemischtes Kampfgetümmel, in dem Parlamentarier und Royalisten nur mit Mühe voneinander zu unterscheiden waren und die zur und in die Stadt hineindrängte. Die Stellung der Royalisten wurde erst recht unhaltbar, als die Miliz von Essex heranstürmte und das Fort Royal eroberten – einer Wehranlage auf einem Hügel südöstlich von Worcester, von der aus man das Sidbury-Tor überwachen konnte – und die royalistischen Kanonen umgedreht wurden und auf Worcester feuerten. Die Verteidigung der Stadt wurde von drei unterschiedlichen Richtungen gestürmt, als die Dunkelheit hereinbrach, reguläre und Kräfte der Miliz kämpften mit der gleichen Gewandtheit und die wenigen Tausende Royalisten, die in der Nacht flüchteten, wurden schnell von Lilburne und Mercer oder von der Miliz gefangen genommen, die jede Straße in Yorkshire und Lancashire überwachten. Die Landbevölkerung war angesichts der Zahl der Gefangenen und des plötzlich hereingebrochenen Unglücks fassungslos und leistete keinen Widerstand.

## Nachspiel

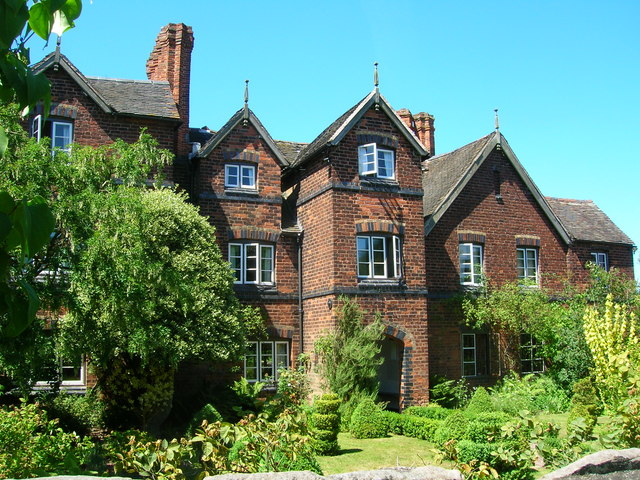
Eines der Verstecke von Karl II. – Moseley Old Hall

In mehreren Abenteuern gelang Karl II. die Flucht. So soll er sich beispielsweise vor einer parlamentarischen Patrouille auf einer Eiche (Royal Oak) versteckt haben, die auf dem Grundstück des Boscobel-Hauses stand. Charles war einer von wenigen Menschen seiner Armee, dem es glückte, zu einem sicheren Ort zu gelangen. Über 3.000 Soldaten fielen in der Schlacht und weitere 10.000 wurden in Worcester gefangen genommen. Die meisten von ihnen wurden kurz nachdem sie flüchteten gefangen genommen. Der Earl von Derby wurde hingerichtet, während die anderen englischen Gefangenen in die New Model Army zwangsverpflichtet und nach Irland geschickt wurden. Über 8.000 Schotten wurden nach Neu-England, Bermuda und nach Westindien deportiert, um dort bei Landbesitzern als Zwangsarbeiter zu arbeiten. Die parlamentarischen Verluste beliefen sich auf wenige Hundert.

Nach der Schlacht kehrte Cromwell nach Aylesbury, Buckinghamshire, zurück; einer der parlamentarischen Hochburgen und nahe dem Sitz seines kürzlich verstorbenen Cousins: der bürgerliche Kriegsheld John Hampden. Er verweilte in einem Gasthof mit dem passenden Namen Des Königs Haupt in Aylesbury und es war auch dort, wo er den Dank des Parlaments für den abschließenden Sieg über die Royalisten empfing. Innerhalb einer Woche wurde die parlamentarische Miliz nach Hause geschickt. Cromwell, der noch vor sechs Monaten über solches Gesindel gespottet hatte, hatte sie nun besser kennengelernt. „Ihre neu ausgehobenen Streitkräfte“, schrieb er dem Rumpfparlament, „leisteten einen ausgezeichneten guten Dienst, für den sie eine sehr hohe Achtung und Anerkennung verdienen“. Worcester wurde von einer Nation in Waffen geschlagen, von bürgerlichen Soldaten, die ihr Herz in den Kampf hineintrugen, auf die man sich nicht nur in den schwersten Kämpfen, sondern auch bei langen Märschen voll verlassen konnte. Nur solchen Truppen war es zu verdanken, dass ein General es sich leisten konnte, beidseitig eines Flusses jeweils eine Hälfte seiner Armee kämpfen zu lassen oder Truppenteile wegzuschicken, noch bevor die Früchte des Sieges geerntet waren, und das alles in der sicheren Gewissheit, mit dem verbliebenen Rest den Sieg davonzutragen. Das Pflichtgefühl, das die bürgerliche Miliz in einem so hohen Maße besaß, garantierte die Kampfaufstellung und die Ausführung jeder Kolonne zum verabredeten Zeitpunkt und Platz. Das Ergebnis war zusammengefasst einer der seltenen Siege, in welchen die Aufnahme einer Verfolgung so überflüssig wie „die Gnade der Krone“ war, wie Cromwell es nannte.

## Vermächtnis
Anfang April 1786 besuchten John Adams und Thomas Jefferson das Fort Royal Hill auf dem ehemaligen Schlachtfeld in Worcester. David McCullough schrieb in seiner maßgeblichen Biografie John Adams, dass Adams tief bewegt, aber enttäuscht über das mangelnde Wissen um diese Schlacht bei den Anwohnern war, gab sie doch den Leuten jener Stadt ein mahnendes Beispiel:

„Die Menschen in der Nachbarschaft schienen so ignorant und achtlos mit Worcester zu sein, dass ich mich provoziert fühlte und fragte:'Vergessen die Engländer so schnell den Boden, auf dem die Freiheit erkämpft wurde? Erzählen sie ihren Nachbarn und ihren Kindern, dass das ein heiliger Boden ist, heiliger als das ist, worauf ihre Kirchen stehen. Ganz England sollte einmal im Jahr zu diesem Hügel pilgern.“